# 79 Ceti b
79 Ceti b, aussi nommée HD 16141 Ab ou HD 16141 b en l'absence d'ambiguité, est une planète extrasolaire (exoplanète) en orbite autour de l'étoile 79 Ceti (HD 16141 A), une sous-géante jaune située à une distance d'environ 127 années-lumière du Soleil, dans la constellation de la Baleine.
Détectée par la méthode spectroscopique des vitesses radiales, sa découverte a été annoncée en 2000.
Elle est considérée comme la première exoplanète dont la masse minimale est inférieure à celle de Saturne à avoir été découverte.